# Fengxin, Guangdong
Fengxin är ett stadsdelsdistrikt i sydöstra Kina. Det ligger i stadsdistriktet Xiangqiao i staden Chaozhou i provinsen Guangdong, omkring 350 kilometer öster om provinshuvudstaden Guangzhou. 